# پرتره یک بانو (فان در ویدن)

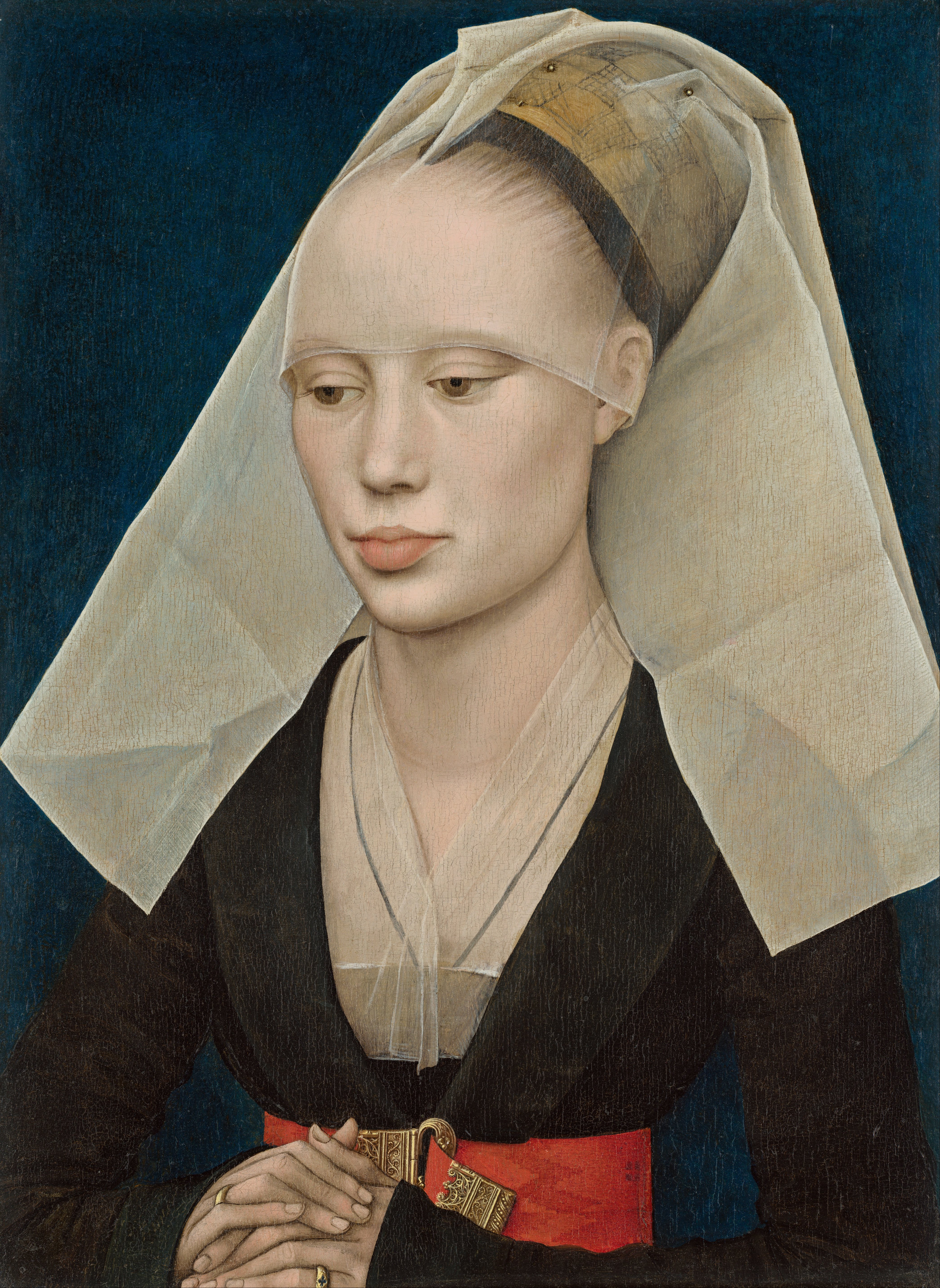
پرترهٔ یک بانو، اثر روخیر فان در ویدن؛ حدود ۱۴۶۰ میلادی. واقع در نگارخانهٔ ملی هنر، واشینگتن، دی.سی.

پرترهٔ یک بانو یا پرترهٔ یک زن (انگلیسی: Portrait of a Lady) یک نقاشی رنگ روغن روی پنل چوب بلوط در اندازهٔ کوچک است که در حدود سال ۱۴۶۰ میلادی توسط نقاش هلندی روخیر فان در ویدن کشیده شده‌است. این نقاشی از شکل‌های هندسی‌ای تشکیل شده که حجاب زن، خطوط گردن، چهره و بازوهای او را تشکیل می‌دهند و با کاهش روشنایی، چهره و روسری او را به نمایش می‌کشند. تضاد زندهٔ میان تاریکی و روشنایی، زیبایی و ظرافت گوتیک این مدل را  به‌نحوی تقریباً غیرطبیعی افزایش می‌دهد.
فان در ویدن تا پایان عمر خود مشغول انجام پرتره‌نگاری محول‌شده به او بود. ویدن به‌طور گسترده‌ای توسط نقاشان نسل بعد به‌دلیل تعبیرهای نافذ در شخصیت‌هایش تحسین شده‌است. در این اثر، تواضع و رفتار محافظه‌کارانهٔ بانو در ساختار بدنی او، چشم‌هایی با زاویهٔ پایین و انگشتانی قلاب‌شده مشخص می‌شود. وی قدبلند و باریک است و با توجه به ایده‌آل‌های گوتیک، قدبلند رسم شده‌است. شانه‌هایی باریک، موهایی به‌سفتی بسته‌شده، پیشانی بلند و چارچوب ایجادشده با روسری، نشانه‌های بلندی قامت او هستند. هرچند که نام سوژه ثبت نشده و ویدن اثر را نام‌گذاری نکرده، این نقاشی تنها پرتره از یک زن است که فان در ویدن آن را امضا کرده‌است.
با وجود عدم‌پایبندی فان در ویدن به اصول آرمان‌گرایی، او به‌طور کلی در طراحی سوژه‌هایش اغراق می‌کند. او مدل‌هایش را بسیار خوش‌لباس و با چهره‌هایی اغلب گرد تصویر کرده‌است. ویدن سبک زیبایی‌شناسی مخصوص به خود را داشته و پرتره‌هایش از زنان اغلب شباهت قابل‌توجهی با یکدیگر دارند.
از زمان اهدای نقاشی در سال ۱۹۳۷ میلادی تا کنون، این اثر در نگارخانهٔ ملی هنر واقع در واشینگتن، دی.سی. نگهداری می‌شود. پرترهٔ یک بانو سی‌وچهارمین اثر در کاتالوگ رزونهٔ ویدن است. از این اثر به‌عنوان «مشهور میان تمامی پرتره‌های زنان در تمام مکاتب» یاد شده‌است.

## ترکیب
زن، که احتمالاً در پایان دورهٔ نوجوانی یا اوایل بیست‌سالگی خود است، در حالت نیم‌رخ و سه‌چهارم تصویر شده و بر پس‌زمینه‌ای دوبعدی به رنگ آبی-سبز قرار گرفته‌است. پس‌زمینه تخت بوده و فاقد جزئیات معمول در آثار مذهبی فان در ویدن است. ویدن همانند نقاش هم‌دوره‌اش یان وان آیک در هنگام کار روی پرتره‌ها، از پس‌زمینهٔ تیره استفاده کرده تا توجه اثر روی سوژه متمرکز باشد. تا پیش از دورهٔ فعالیت هانس مملینگ، یکی از شاگردان ویدن، هیچ‌یک از نقاشان هلندی دست به تصویر کردن پرتره‌ها روی پس‌زمینه‌ای از محیط‌های خارجی یا مناظر نزده‌بودند. در این اثر، پس‌زمینهٔ تخت به بیننده اجازه می‌دهد تا روی چهره و متانت زن تمرکز کند.
زن، لباسی زیبا و کوتاه به رنگ مشکی با نوارهایی تیره از جنس خز در بخش گردن و مچ پوشیده‌است. لباس‌های او از سبک بورگوندی است که در آن زمان مد بوده که بلندی قامت و باریکی اندام را، که ایده‌آل‌های زیبایی‌شناسی گوتیک هستند، پررنگ‌تر می‌کند. لباس او با کمربندی سرخ‌رنگ زیر سینه‌هایش محکم شده‌است. هنین گاومیشی زن با پوششی بزرگ و شفاف تزیین شده که بر شانه‌هایش افتاده و تا بازوی او ادامه دارد. توجه فان در ویدن به ساختار پوشش و طراحی باجزئیات سنجاق‌های تثبیت‌کنندهٔ پوشش زن، از عناصر معمول در آثار اوست.

حجاب زن شکل الماس داشته و با جلیقه‌ای روشن در زیر لباس او هماهنگی دارد. گرچه زن اندکی زاویه‌دار تصویر شده، موقعیت او به‌وسیلهٔ خطوط درهم‌رفتهٔ بازوان، چاک سینه و حجاب، در وسط نقاشی قرار گرفته‌است. سر زن اندکی روشن است و باعث شده تا اختلاف نور شدیدی بین سر و پوست او وجود نداشته باشد. او چهره‌ای باریک و بلند و ابروها و پلک‌هایی برداشته‌شده دارد و حد فاصل موها و پیشانی‌اش، برای بلندترشدن پیشانی، خالی از مو است. موهای او به‌سفتی پشت سرش و در یک پوشش بسته شده و مقدار باقی‌مانده هم بالای گوش‌هایش قرار گرفته‌است. روسری بلند و حد فاصل دقیق و واضح میان موها و چهرهٔ زن، صورت بلند او را برجسته‌تر ساخته و ظاهری حجارانه به آن داده‌اند.

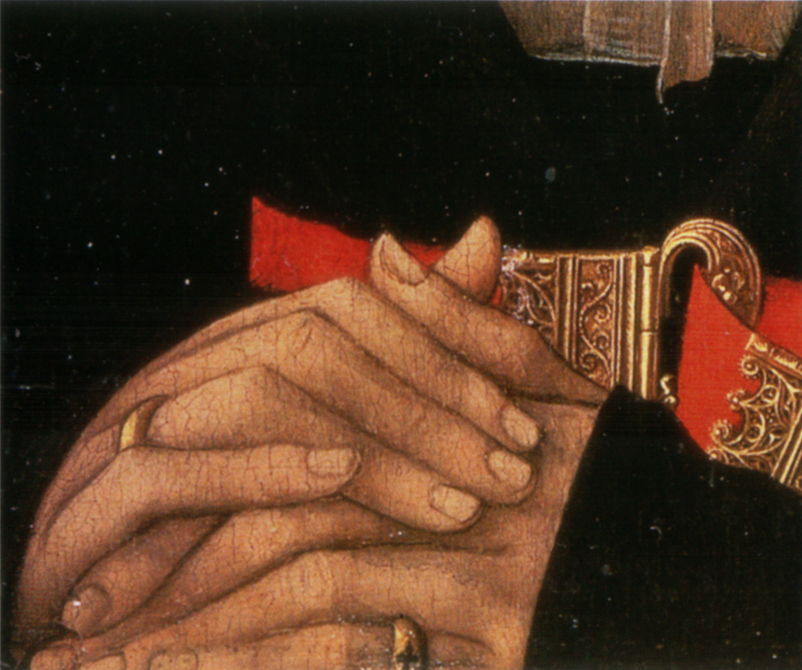
بخشی از نقاشی موجود در واشینگتن که انگشتان زنجیرشدهٔ زن و کمربند سرخ او را نشان می‌دهد.

با توجه به گفته‌های یک مورخ هنری به‌نام نوبرت شنیدر، گوش چپ زن به‌نحوی غیرطبیعی بلند بوده و بیش از موازی بودن نسبت به بینی، با چشم‌های او موازی است. این جایگاه خاص احتمالاً ترفندی هنرمندانه برای ادامه‌یافتن خط مورب بخش داخلی سمت راست حجاب زن است. در قرن پانزدهم میلادی، حجاب‌ها معمولاً با هدف تواضع و پنهان‌سازی هوس و شهوت موجود در گوشت و پوست برهنهٔ بدن انسان پوشیده می‌شدند؛ اما در این اثر، حجاب اثر معکوس دارد؛ چرا که چهرهٔ زن با روسری پوشانده شده تا توجه بیننده به زیبایی او جلب شود.
دست‌های زن، مشابه وضعیت دعا، محکم در یکدیگر زنجیر شده‌است. دست‌ها پایین‌ترین قسمت نقاشی‌اند و به همین دلیل، چنین به‌نظر می‌رسد که روی قاب تابلو قرار گرفته باشند. فان در ویدن دست‌ها را در ناحیهٔ کوچکی از نقاشی تصویر کرده و به‌نظر می‌رسد که او برای جلوگیری از جلب‌توجه و نگه‌داشتن تمرکز بیننده روی چهرهٔ زن، این اقدام را انجام داده‌است. از آنجا که فان در ویدن اغلب جایگاه اجتماعی مدل‌هایش را با تصویرسازی چهره و دست‌های آنان نشان می‌دهد، انگشتان باریک و بلند زن با جزئیات بسیار ریزی تصویر شده‌اند. آستین لباس زن از مچ او فراتر رفته و انگشتان او در چند لایه درون هم فرورفته‌اند. تصویرسازی پیچیدهٔ این بخش، پرجزئیات‌ترین بخش نقاشی است و شکل هرم‌مانند بخش بالایی نقاشی را تکرار می‌کند.
چشمان زن با تواضع به‌سمت پایین خیره شده و در تضاد با پوشش غیرمعمول او هستند. پرهیزکاری موجود در او به‌وسیلهٔ نقش‌مایه‌هایی معمول در آثار فان در ویدن، به تصویر کشیده شده‌است. چشمان و بینی کشیده‌اند و لب پایینی او با استفاده از اختلاف غلظت رنگ و روشنایی، بزرگتر تصویر شده‌است. بعضی از خطوط عمودی اطراف این بخش‌ها، توجه بیشتری به خود جلب می‌کنند. مردمک چشم زن بزرگ شده و ابروهای او اندکی بالاتر از حد معمول قرار گرفته‌است. افزون بر این، خطوط چهرهٔ او اندکی غیرطبیعی و انتزاعی و خارج از قید و بند معمول در فضای طراحی‌های انسانی قرن پانزدهم میلادی طراحی شده‌اند. روش‌شناسی او توسط یک مورخ هنری به نام اروین پانوفسکی، چنین توصیف شده‌است: «روخیر روی بعضی ویژگی‌های برجسته—از زاویهٔ چهره‌خوانی و روان‌شناسی—متمرکز است که بیشتر با خط تصویر می‌شوند». پیشانی بلند او و دهان باجزئیاتش نشانه‌ای از طبیعت خردمندانه، زاهدانه و پرشور اوست و نمادی از «کشمکشی حل‌نشده در شخصیت او» به‌شمار می‌رود. پانوفسکی به نوعی «تحریک‌پذیری سوزاننده» هم اشاره کرده‌است.
با وجود ناشناس‌بودن سوژه، برخی مورخان احتمال‌هایی دربارهٔ هویت او ارائه داده‌اند. بر پایهٔ شباهت‌های چهره، ویلهلم استین در اوایل قرن بیستم میلادی او را ماری د والنگین، دختر نامشروع فیلیپ سوم، دانست. با این وجود، این ادعا مورد مناقشه بوده و در سطح گسترده پذیرفته نشده‌است. با توجه به دست‌های زن، که به نظر می‌رسد با هدف استراحت روی قاب پایینی نقاشی قرار دارند، نظر عمدهٔ مورخان هنری بر مستقل بودن این اثر و مذهبی نبودن آن است. ممکن است این نقاشی جفتی برای نقاشی دیگری از همسر او باشد؛ اما پرترهٔ دیگری که سبک مشابه پرترهٔ یک بانو داشته باشد یافت نشده‌است.

## دوری از آرمان‌انگاری

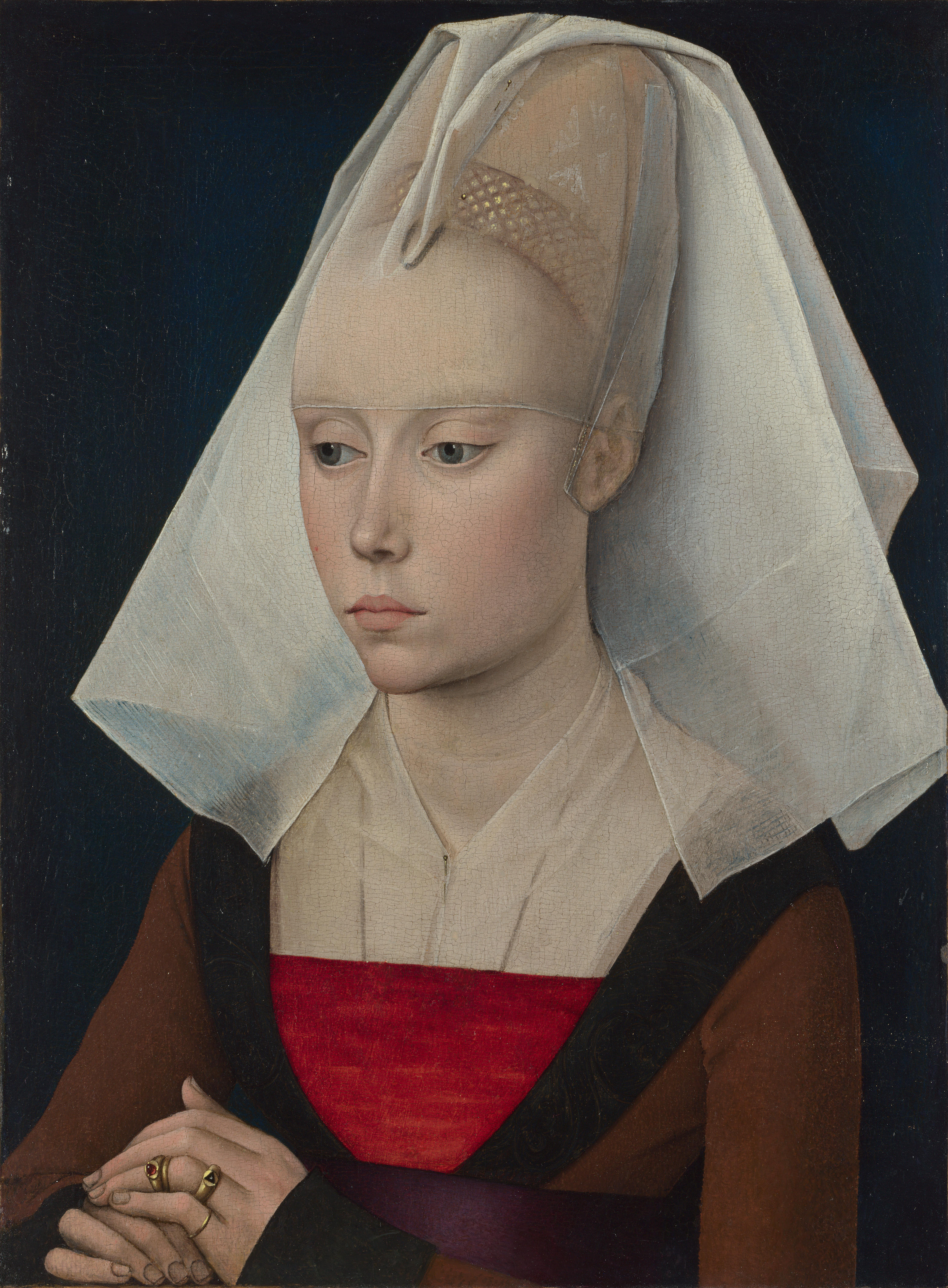
پرترهٔ یک بانو، اثر روخیر فان در ویدن؛ حدود ۱۴۶۰ میلادی. این اثر هم‌اکنون در نگارخانهٔ ملی لندن نگهداری می‌شود. با وجود شباهت این نقاشی با نسخهٔ موجود در واشینگتن، اثر از جزئیات بسیار کمتری برخوردار است و در کارگاه فان در ویدن یافت شده‌است. تاریخ اتمام این نقاشی احتمالاً به ۱۴۶۶ میلادی بازمی‌گردد.

فان در ویدن در پرتره‌ها از عرف رایج نقاشان هم‌دوره‌اش، یان وان آیک و رابرت کمپین، پیروی می‌کند. در اوایل تا اواسط قرن پانزدهم میلادی، این سه هنرمند از نخستین اعضای نسل نقاش‌های «رنسانس شمالی» بودند. این سه نفر نخستین افراد اهل اروپای شمالی هستند که اعضای طبقهٔ متوسط و بالا را به‌جای وضعیتی آرمانی، در وضعی طبیعی تصویر می‌کنند. در هنر اولیهٔ هلندی، پرترهٔ روحانیون و اشراف در حالتی برتر و برجسته کشیده می‌شد. در آثاری همچون پرترهٔ مردی با یک عمامه (۱۴۳۳)، یان وان آیک این سنت را شکسته و از زاویهٔ سه‌چهارم‌چهره نقاشی کرده‌است. این سبک بعدتر تبدیل به استانداردی در هنر هلندی شد. در پرترهٔ یک بانو، فان در ویدن از شیوهٔ مشابهی بهره برده که اجازهٔ توصیف بهتر شکل سر و ویژگی‌های چهرهٔ سوژه را به او داده‌است. زن در نمای نیم‌رخ تصویر شده که درهم‌بردن دست‌ها دور کمر را ممکن کرده‌است.
با وجود آزادی عمل موجود در این آثار، پرتره‌های فان در ویدن از زنان مفهوم و ساختار به‌شدت مشابهی دارند. این آثار با پرتره‌های کمپین از زنان هم شباهت زیادی دارند. بیشتر این نقاشی‌ها سه‌چهارم‌رخ و نیم‌تنه هستند. این دو معمولاً مدل‌هایشان را بر پس‌زمینه‌ای تیره تصویر می‌کنند که بی‌جزئیات و در تمام آثار، یکسان است. با وجود شهرت این پرتره‌ها به‌دلیل حس ترحم موجود در آن‌ها، ویژگی‌های چهرهٔ زنان به‌شدت مشابه یکدیگر است. این موضوع نشان می‌دهد که با وجود عدم پایبندی فان در ویدن به سنت آرمان‌انگارانهٔ موجود، او برای راضی‌کردن مدل‌هایش از شیوه‌هایی برای نشان‌دادن معیارهای زیبایی معاصر در پرتره‌ها استفاده کرده‌است. بیشتر پرتره‌های فان در ویدن سفارش‌هایی از سمت افراد مشهور بودند؛ او تنها پنج نقاشی (از جمله پرترهٔ یک بانو) کشید که شخص سفارش‌دهنده، در آن‌ها حضور نداشت. مشخص شده که در پرترهٔ فیلیپ دا کروی با باکره و نوزاد (دههٔ ۱۴۶۰ م) اثر فان در ویدن، او با پنهان‌کردن بینی بزرگ و آویختگی فک پایینی این نجیب‌زادهٔ جوان اهل فلاندر، او را زیباتر نشان داده‌است. نوربرت شنیدر ضمن ارتباط این گرایش فان در ویدن با پرترهٔ واشینگتن، می‌نویسد: «فان آیک طبیعت را خام، همان‌گونه که بوده، به تصویر می‌کشد، روخیر با کمک یک قلم واقعیت فیزیکی را بهتر کرده و طبیعت و ذات انسانی را متمدن و خالص می‌کند». در مقایسه با یک نقاشی کارگاهی به‌شدت مشابه که در نگارخانهٔ ملی لندن نگهداری می‌شود، این اثر کیفیت بسیار بالاتری دارد. نقاشی موجود در لندن نرم‌تر و گردتر است و در مقایسه با اثر نهایی، جوان‌تر بوده و ویژگی‌های اختصاصی کمتری دارد. از لحاظ فنی، لطافت موجود در نقاشی لندن کمتر از اثر موجود در واشینگتن دی.سی. است. با این وجود، هر دو اثر از لباس و حالت چهرهٔ مشابهی بهره می‌برند.
فان در ویدن بیش از تمرکز روی بازخورد احساسی و زیبایی‌شناسی خودِ پرتره، روی کلیّت نقاشی متمرکز بود. لورن کمپبل، مورخ هنری و نمایشگاه‌گردان، دلیل شهرت این پرتره را بیش از زیبایی تصویر، «سادگی زیبای الگویی که [مدل] ایجاد کرده‌است» می‌داند. با وجود عدم پایبندی فان در ویدن به آرمان‌گرایی، او سبک زیبایی‌شناسی خود را دارد و از این سبک در پرتره‌ها و تصاویر مذهبی‌اش استفاده کرده‌است. زیبایی‌شناسی فان در ویدن شامل حس صمیمیت اندوهگینی است که به تمام پرتره‌های او حالتی غالب و برتر بخشیده‌است. علی‌رغم طبیعی‌تر بودن آثار ویدن از آثار مربوط به هنرمندان قدیمی‌تر، رویکرد فردگرایانهٔ او نسبت به پارسایی سوژه‌هایش اغلب به کنارگذاشتن قوانین مقیاس‌بندی منجر شده‌است.
جان واکر، مدیر پیشین نگارخانهٔ ملی هنر، نقاشی را نامأنوس خوانده؛ اما باور دارد که با وجود زشتی ویژگی‌های فردی مدل، «به‌طرز غریبه‌ای زیبا» است. تا زمان تکمیل اثر، فان در ویدن از لحاظ شهرت از وان آیک هم فراتر رفته بود و این نقاشی بیش از تلخی فیزیکی، دچار تلخی معنوی است. ویدن به استفاده از تلخی معنوی در آثارش مشهور است.

## وضعیت و منشأ اثر

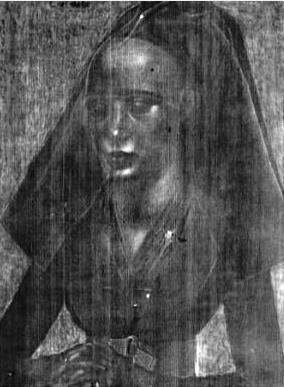
پرتونگاری اثر، گرفته‌شده در سال ۱۹۳۷، نشان می‌دهد که دور کمر زن در ابتدا باریک‌تر و سینه‌های او واضح‌تر بوده‌است.

با وجود عدم نام‌گذاری اثر توسط فان در ویدن و عدم ثبت نام مدل در بایگانی‌های باقی‌مانده از آن دوره، سبک پوشش زن باعث شده تا این اثر در ردیف آخرین کارهای دورهٔ شغلی ویدن قرار بگیرد. احتمال تعلق اثر به حدود ۱۴۶۰ میلادی، بر اساس پوشش مد روز زن و ترتیب تکامل سبک نقاشی فان در ویدن ارائه شده‌است. با این وجود، احتمال اتمام این نقاشی پس از این تاریخ هم وجود دارد.
پرترهٔ یک بانو بر تخته‌ای از چوب بلوط کشیده شده که عمودی برش خورده و از هر طرف تخته فاصلهٔ معینی دارد. پنل با گسو آماده شده و سپس نقاشی با استفاده از یک رنگ روی آن کشیده شده‌است. لعاب رنگین روغنی پس از آن اضافه شده و امکان ایجاد رنگ‌بندی درجه‌بندی‌شدهٔ لطیف و شفاف را فراهم کرده‌است. بازتاب‌نگاری فروسرخ نشان می‌دهد که فان در ویدن پیش از آغاز کار، طرح اثر را روی تابلو نکشیده و نشانی از دیگر روش‌های رسم اولیه هم وجود ندارد. بازتاب‌نگاری نشان می‌دهد که بانو پیش از اعمال تغییرات در حین پیشرفت اثر، لاغرتر بوده و قامت بلندتری داشته‌است. پس‌زمینه‌ای ضخیم زیر بخشی از کمربند قرار گرفته و نشان می‌دهد که نیم‌تنهٔ ابتدایی عریض‌تر بوده‌است. این تغییرات در تصویربرداری با پرتو ایکس هم مشخص هستند. تابلو در وضعیت نسبتاً خوبی قرار دارد و چندین بار تمیز شده که آخرین آن در سال ۱۹۸۰ بوده‌است. بخش‌هایی از حجاب، روسری و آستین لباس رنگ خود را از دست داده و گوش زن دچار ساییدگی شده‌است.
منشأ نقاشی مشخص نیست و احتمال عدم اشارهٔ اسناد اولیه به این اثر هم وجود دارد. یکی از شاهزاده‌های اهل وورلیتس، آنهالت، احتمالاً لیوپولد فردریچ فرانز (مرگ در ۱۸۱۷)، در اوایل قرن نوزدهم میلادی مالک نقاشی بوده‌است. به‌نظر می‌رسد که پس از آن نقاشی به لیوپولد چهارم (مرگ در ۱۸۷۱) رسیده باشد. در سال ۱۹۰۲، نقاشی برای نمایش به نمایشگاهی واقع در هتل د گوورنمنت پراوینسیال واقع در بروخه فرستاده شده‌است. تا سال ۱۹۲۶، اثر به یک دوک آنهالت تعلق داشته و پس از آن به دووین برادرز فروخته شده‌است. این گروه معاملهٔ هنری سپس آن را در همان سال به اندرو دابلیو. ملون فروختند. سال بعد از آن، اثر برای نمایش در نمایشگاهی مربوط به آثار متعلق به فلامان و بلژیک در قرن ششم به آکادمی سلطنتی هنر واقع در لندن فرستاده شد. ملون در سال ۱۹۳۲ آن را به مؤسسهٔ آموزشی و صندوق خیریهٔ خود بخشید. پرترهٔ یک بانو در سال ۱۹۳۷ به نگارخانه ملی هنر اهدا شد. از این اثر به‌عنوان «مشهور میان تمامی پرتره‌های زنان در تمام مکاتب» یاد شده‌است.